# جوش لوسون
جوش لوسون (بالإنجليزية: Josh Lawson)‏ هو مخرج وممثل أسترالي، ولد في 22 يوليو 1981 ببريزبان في أستراليا.

## وصلات خارجية
- جوش لوسون على موقع IMDb (الإنجليزية)
- جوش لوسون على موقع قاعدة بيانات الفيلم (الإنجليزية)